# Драшча вас
Драшча вас (на словенски: Drašča vas) е село в Словения, регион Югоизточна Словения, община Жужемберк. Според Националната статистическа служба на Република Словения през 2015 г. селото има 85 жители.